# Wilhelminafontein (Rotterdam)

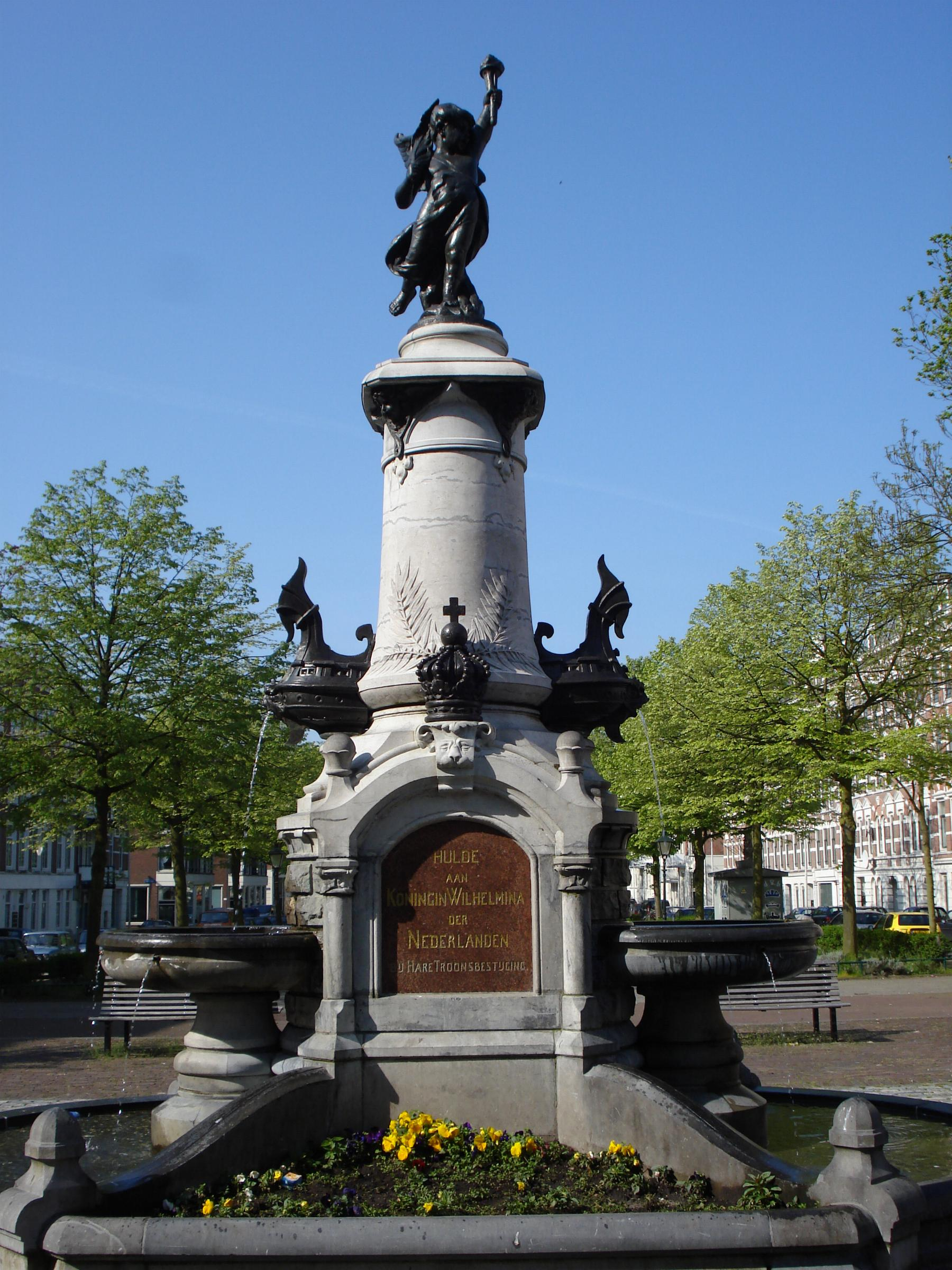
De Wilhelminafontein op het Noordereiland in Rotterdam

In de Nederlandse stad Rotterdam staat op het Noordereiland op het Burgemeester Hoffmanplein een Wilhelminafontein. Het monument werd in 1898 geplaatst ter gelegenheid van de inhuldiging van koningin Wilhelmina. Het is een ontwerp van prof. dr Henri Evers, de architect van het Rotterdamse stadhuis. De beelden op het monument zijn van de hand van Simon Miedema, die ook de beelden ontwierp voor het Witte Huis in Rotterdam. Het monument zelf is een zuil waarop een toortsdragende engel staat. Op de gedenkplaat valt te lezen: Hulde aan Koningin Wilhelmina der Nederlanden bij Hare Troonsbestijging.
De fontein werd aan het begin van de jaren negentig verwijderd, nadat de wortels van de - waarschijnlijk eveneens in 1898 geplante - kastanjeboom scheuren in het monument hadden veroorzaakt. Ook was het monument geregeld ten prooi gevallen aan vandalisme. Door inzet van de bewonersorganisatie Noordereiland en met steun van de deelgemeente Feijenoord en de vereniging Historisch Rotterdam, kon het beeld worden gerestaureerd. Het werd honderd jaar na de inhuldiging van Wilhelmina opnieuw geplaatst op het Burg. Hoffmanplein.